# Meridianlinie

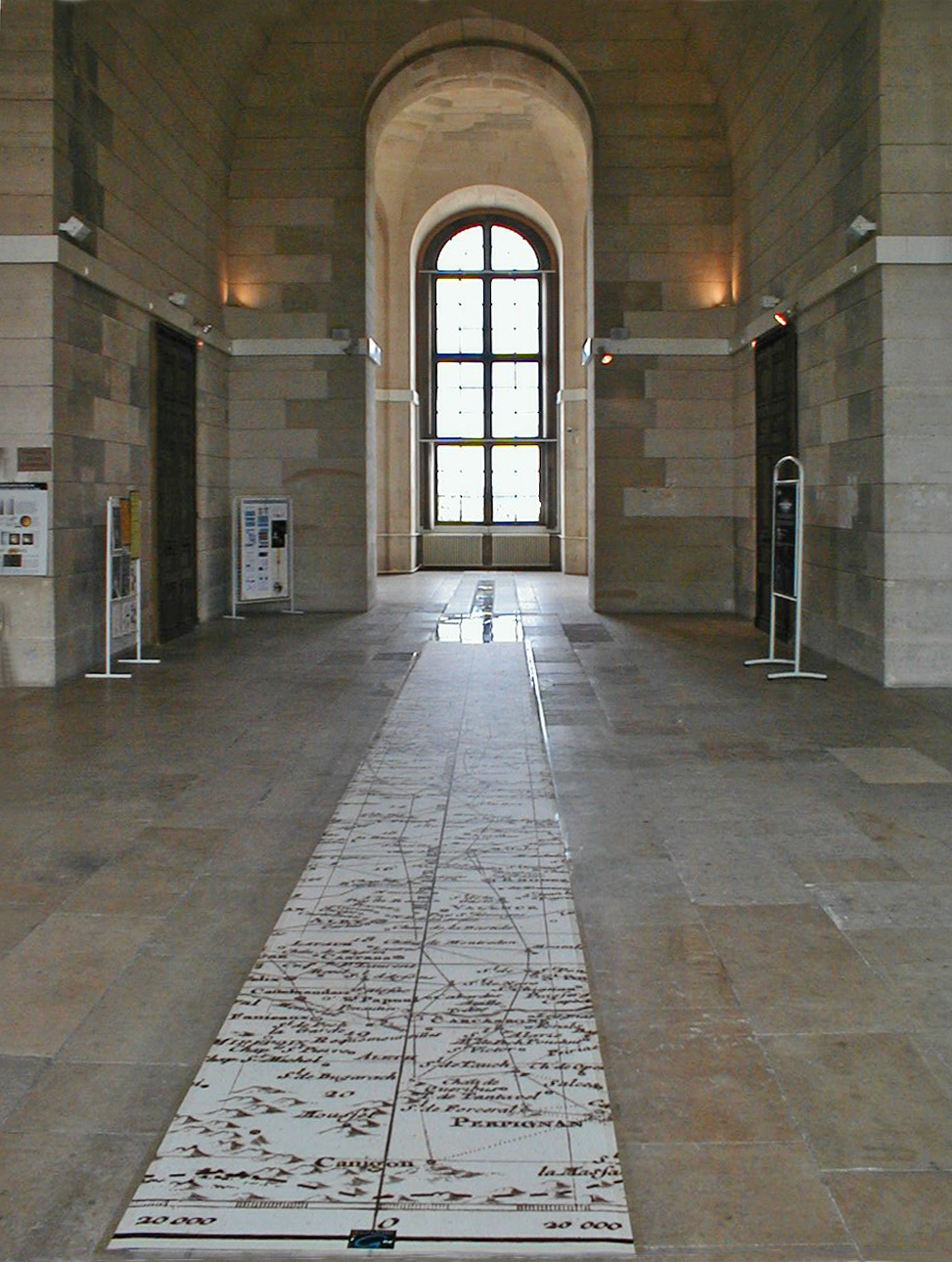
Die Meridianlinie Salle méridienne, auch Salle Cassini im Pariser Observatorium.

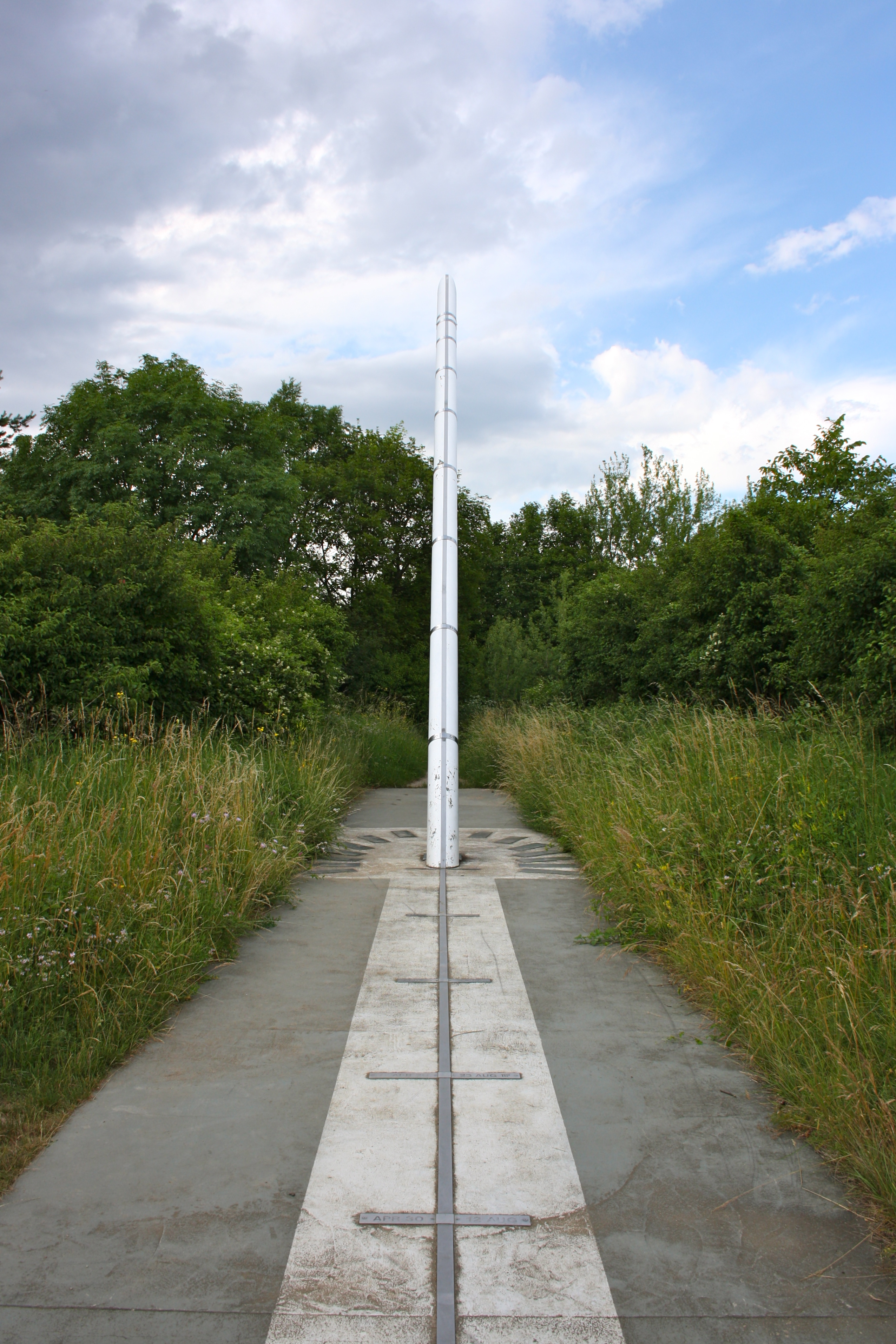
Sterngarten Wien: Meridianlinie zwischen Plattform und begehbarer Sonnenuhr

Die Meridianlinie ist ein gedachter Halbkreis senkrecht zum Äquator von Pol zu Pol. Jeder beliebige Punkt der Erdoberfläche liegt auf einer bestimmten Meridianlinie, die immer genau in Nord-Süd-Richtung verläuft. Mathematisch entspricht sie der Projektion des örtlichen Meridians auf die Horizontalebene des Standorts.
Als frühe Vorgänger der Meridianastronomie können die vielerorts gefundenen alten Steinkreise und -Setzungen gelten, vor allem das aus dem Megalithikum-Zeitalter stammende, über 4000 Jahre alte Observatorium bei Stonehenge in Südengland, das neben religiösen Zwecken auch der Bestimmung der Jahreszeiten und Himmelszyklen durch die Aufgangspunkte von Sonne, Mond und heller Sterne diente. Auch die Ausrichtung der ägyptischen Pyramiden erfolgte genau nach den Himmelsrichtungen.

## Meridianlinien in Geografie und Astronomie
Die Meridianlinie wird von Eratosthenes (276-194 v. Chr.) selbstverständlich zur Vermessung verwendet. Er geht davon aus, dass Alexandria und Syene auf demselben Meridian liegen und berechnet mit dieser Annahme den Erdumfang.
Um 150 n. Chr. legt Claudius Ptolemäus (etwa 100–160 n. Chr.) den Nullmeridian auf den westlichsten Teil der ihm bekannten Welt, die kanarische Insel El Hierro.
In der islamischen Welt werden Meridianlinien um das Jahr 1000 verwendet. So baute der Astronom al-Khudjandi (* um 940 in Chudschand im heutigen Tadschikistan) im Jahr 994 in der persischen Stadt Schahr-e Rey einen großen Mauer-Sextanten mit einem Radius von zwanzig Metern, der entlang der Meridianlinie ausgerichtet war, um die Schiefe der Ekliptik zu messen.

## Meridianlinien in Kirchen und bei Planetarien
Die ersten genauen Abbildungen von Meridianlinien in der christlichen Welt wurden ab der Renaissance in einigen italienischen Kathedralen realisiert, meist als in den Kirchenboden eingelassene Messingstreifen. Bekannte Beispiele aus dem 17. Jahrhundert finden sich im Mailänder Dom, in der Basilika San Petronio (Bologna) oder in der Kathedrale von Palermo. Für diese meist von Astronomen veranlassten Meridianlinien wurden astronomische Beobachtungen am Vorplatz durchgeführt und dann ins Kircheninnere übertragen.
Auch vor vielen Planetarien oder manchen Schulen sind Meridianlien angebracht, oft in Kombination mit Sonnenuhren. Sie finden sich auch bei großem Einrichtungen der Horizontastronomie wie dem 1998 errichteten Freiluft-Planetarium Sterngarten im Südwesten Wiens oder dem Horizontobservatorium auf der Halde Hoheward, einer aufgelassenen Kohlehalde im Ruhrgebiet.

## Beobachtungen
Für die genaue Einrichtung von Meridianlinien gibt es verschiedene Verfahren:
- Die Feststellung der Nord-Süd-Richtung mittels des Höchststandes der Sonne zu Mittag,
  - in früherer Zeit durch Mittelung der Richtungen gleicher Sonnenhöhe (Elevation) vor und nach der Kulmination,
- durch Messung des Meridiandurchgangs heller Sterne mit einem Universalinstrument,
- durch Beobachtungen mit einem Passageninstrument oder (deutlich ungenauer) mit einem Magnetkompass,
- durch geodätische Richtungsübertragung von Punkten eines Vermessungsnetzes,
- durch Methoden der Satellitengeodäsie (in erster Linie mit GNSS oder GPS-Empfängern).

Bei den ersten Meridianlinien in Kirchen war umgekehrt das Ziel,
- den Durchgang des Sonnenstrahls über die Linie beobachten zu können und damit die wahre Sonnenzeit 12 Uhr zu ermitteln,
- zugleich der Allgemeinheit die Bedeutung der Astronomie für den Alltag zu vermitteln,
- und den Übergang der vormals gebräuchlichen Italienischen Stunden (ab Sonnenuntergang) auf die heute übliche Stundenzählung ab Mitternacht zu erleichtern.

## Staatliche Nullmeridiane
Eine für die Navigation besonders wichtige Meridianlinie wurde um 1670 im Innern der Greenwich-Sternwarte realisiert und markiert gleichzeitig den heute international anerkannten Nullmeridian. Auch andere bedeutende Sternwarten haben solche Linien in den Boden der Kuppel oder des Entrees eingelassen, z. B. die Observatorien von Paris oder von St. Petersburg.